# Михайлівське (Богодухівський район)
Михайлівське —  село в Україні, у Краснокутській селищній громаді Богодухівського району Харківської області. Населення становить 3 осіб. До 2020 орган місцевого самоврядування — Качалівська сільська рада.

## Географія
Селище Михайлівське знаходиться на лівому березі річки Мерла, вище за течією на відстані 1 км розташоване село Карайкозівка, на протилежному березі розташовані село Любівка та селище Краснокутськ. Село оточене лісовим масивом.

## Історія
12 червня 2020 року, розпорядженням Кабінету Міністрів України № 725-р «Про визначення адміністративних центрів та затвердження територій територіальних громад Харківської області», увійшло до складу Краснокутської селищної громади.
19 липня 2020 року, в результаті адміністративно-територіальної реформи та ліквідації Краснокутського району, селище увійшло до складу Богодухівського району.
21 березня 2025 року віднесене до категорії сіл.